# 李士淳
李士淳（1585年—1665年），字仲垒，號二河，又號玉溪，福建清流（今三明）人，一說廣東程鄉（今梅州市梅縣區）人，明朝政治人物。同進士出身。

## 生平
万历三十七年（1609年）中己酉科广东乡试第一名举人（解元）。崇禎元年（1628年）登戊辰科進士，授山西翼城县知县，建翔山書院，以计杀山西巨寇王嘉胤。崇禎八年（1635年）调任山西曲沃县知县。十一年戊寅行取入都，時有考選翰林之命，行取者争奔竞。给事中陳啓新論之，上怒，罪廷臣濫侚者，吏部尚书田唯嘉乃請先推部曹，凡推二十二人，士淳授户部雲南司主事，會同授者王章、任濬、涂必泓、李嗣京欲疏辯之，憚為首獲罪，以士淳年老，四人不告而首其名，士淳怒，与章等大诟。會上知唯嘉有私，詔許与考，又以为首者必良士，召入對策稱旨，擢第一，授翰林院编修，充東宫講讀。六年以启沃有功，加侍讀學士。十六年癸未，分校禮闈。
崇禎十七年甲申，李自成陷京師，士淳为所獲，被四夹，受刑甚慘，卒不污偽命，潜遁歸里。
隆武帝即位福州，授士淳詹事府詹事，命練兵措饷。士淳僕僕興長平鎮間，持鉢沿門，有如老衲。又遣其子李梓多方勸導，得饷二萬有余，兵科给事中張家玉疏稱其忠。隆武二年（1646年）三月，镇平土寇攻圍程鄉，张家玉前往招降，士淳拜而送焉。清兵入潮州，士淳委蛇觀變，陰圖恢复。永曆帝即位，擢禮部右侍郎，轉吏部右侍郎兼翰林院侍讀學士，協理詹事府事、經筵講官，敕使敦促不出，皆在家拜命。庚寅（1651年），廣東復陷。壬辰（1652年），大學士郭之奇联络閩廣，圖謀合力大舉，聞士淳与羅萬傑、赖其肖、謝元汴等起兵于潮州，遣使以臘詔相通。癸巳（1653年），郝尚久反正，程鄉为吴六奇所守，潮廣路不通，尚久敗，事遂無成。在鄉重建松江書院，又創辦耆英書院。
清順治十年（1653年），清廷以薦起用，有司敦促至再，坚辞不就，世比之王伯厚、元遗山。年八十一卒。

## 著作
著有《古今文范》、《三柏轩集》、《燕台近言素逸言》、《质疑十则》、《诗艺》等。

## 家族
長子李樟，恩貢，隆武時授福建道試御史。次子李楩，字其礎，為崇禎十二年（1639年）己卯科廣東鄉試舉人，國變淡于仕進，与張琚等四人偕隐，刻有《溪聲堂帖》，著《涵祕齋詩文集》。季子李梓，隆武時官兵部職方司主事，張家玉創立武興營，用为監軍。